# Јахја ибн Адиј
Јахја ибн Адиј (арап. يحيى بن عدي) био је један од Фарабијевих ученика, рођен је 894. године у Тикриту, а умро 974. у Багдаду.
Јахја ибн Адиј је познат у исламској филозофији по томе што је посветио велику пажњу логици. Он је учио код Абу Бишра Мате. Преводио је филозофска дела са сиријачког на арапски језик.
После његове смрти, филозофске кругове у Багдаду предводи још један Фарабијев ученик Абу Сулејман Сиџистани, који је био посебно наклоњен Платоновој филозофији.